# Edvardas Mikučiauskas
Edvardas Mikučiauskas (Kaunas, 23 agosto 1901 – Jonava, 21 febbraio 1986) è stato un calciatore lituano, di ruolo attaccante.

## Carriera

### Club
Ha sempre giocato nel campionato lituano.

### Nazionale
Ha rappresentato la nazionale lituana in occasione delle Olimpiadi del 1924.